# Photonics Bretagne
Photonics Bretagne est une « grappe d’entreprises » (cluster), créée en 2011, qui vise à fédérer la filière de l’optique et de la photonique en région Bretagne, en regroupant les industriels et les organismes de formation et de recherche de la filière. Le cluster compte 76 membres en 2015 : entreprises (principalement des PME), centres de recherche, écoles et structures d’accompagnement.

## Historique
L'association Photonics Bretagne est issue de l'association PERFOS (Plateforme d'Etudes et de Recherches sur les Fibres Optiques Spéciales). Celle-ci est fondée en 2003 à Lannion afin de pérenniser les technologies de fabrication de fibres optiques spéciales développées précédemment au sein de France Télécom puis Highwave Optical Technologies. L'objectif est également de mutualiser les outils technologiques à destination de l'écosystème local.
L'association est qualifiée de Centre d'Innovation Technologique Régional en 2007 par le conseil régional de Bretagne, puis obtient en 2011 le label « grappe d'entreprises » à la suite d'un appel à projets lancé par le DATAR (Délégation interministérielle à l'Aménagement du Territoire et à l'Attractivité Régionale). L'association modifie alors ses statuts et devient Photonics Bretagne, Hub d'innovation en Photonique qui rassemble une plateforme technologique et un cluster.
En 2017, un Photonics Park unique en France est inauguré. Au cœur de ce dernier, Photonics Bretagne et sa tour de fibrage de 13 mètres de haut. Les nombreux investissements, notamment dans de nouveaux équipements de dernière génération, lui permettent de monter en compétences et de devenir un pôle d'innovation national, européen, et international en photonique.
En septembre 2020, Patrice Le Boudec est élu pour un mandat de trois ans à la présidence du cluster,.
Ces dernières années, l'association a diversifié ses activités en biophotonique et formation continue. Cela vient compléter les compétences existantes afin de répondre au mieux aux besoins d'innovation du milieu applicatif et à la forte demande de recrutement de nouveaux talents.

## Description
La mission de Photonics Bretagne est d’accompagner leur développement industriel et technologique, de favoriser la coopération entre eux pour soutenir la croissance économique et générer de l’emploi dans la filière de la photonique en Bretagne : Accès aux données marché, aide à l'innovation, fédération de la filière photonique bretonne.
Perfos est la plateforme technologique de Photonics Bretagne, elle conçoit et développe de nouvelles fibres optiques spéciales comme les fibres optiques microstructurées (ou fibres à trous) par exemple. La plateforme Perfos est l'auteur ou l'auteur associé de nombreuses publications scientifiques,.
Photonics Bretagne est membre : du Comité national d'optique et de photonique (CNOP), de la Société Française d'Optique (SFO), du European Photonics Industry Consortium (EPIC), de France clusters, du Réseau Breton de l’Innovation (RBI), du Pôle Mer Bretagne, du pôle images et réseaux, du pôle valorial, et du pôle ID4CAR.